# What is History?
What Is History? (em português: O que é História?) é um livro de 1961 de não-ficção do historiador Edward Hallett Carr sobre a historiografia. Discute-se a história, fatos, o viés de historiadores, a ciência, a moralidade, os indivíduos e a sociedade, e os juízos morais na história.
O livro teve origem em uma série de palestras proferidas por Carr em 1961 na Universidade de Cambridge. As palestras foram concebidas como uma ampla introdução sobre o assunto da teoria da história e da sua acessibilidade resultou em O que é História? tornando-se um dos textos fundamentais no campo da Historiografia.
Algumas das idéias de Carr são contenciosas, particularmente o seu alegado relativismo e sua rejeição de contingência como um fator importante na análise histórica. Sua obra provocou uma série de respostas, entre outros a obra The Practice of History de Geoffrey Elton.
Carr estava no processo de revisão de What Is History? para uma segunda edição no momento de sua morte, em 1982.